# Jalen Pickett

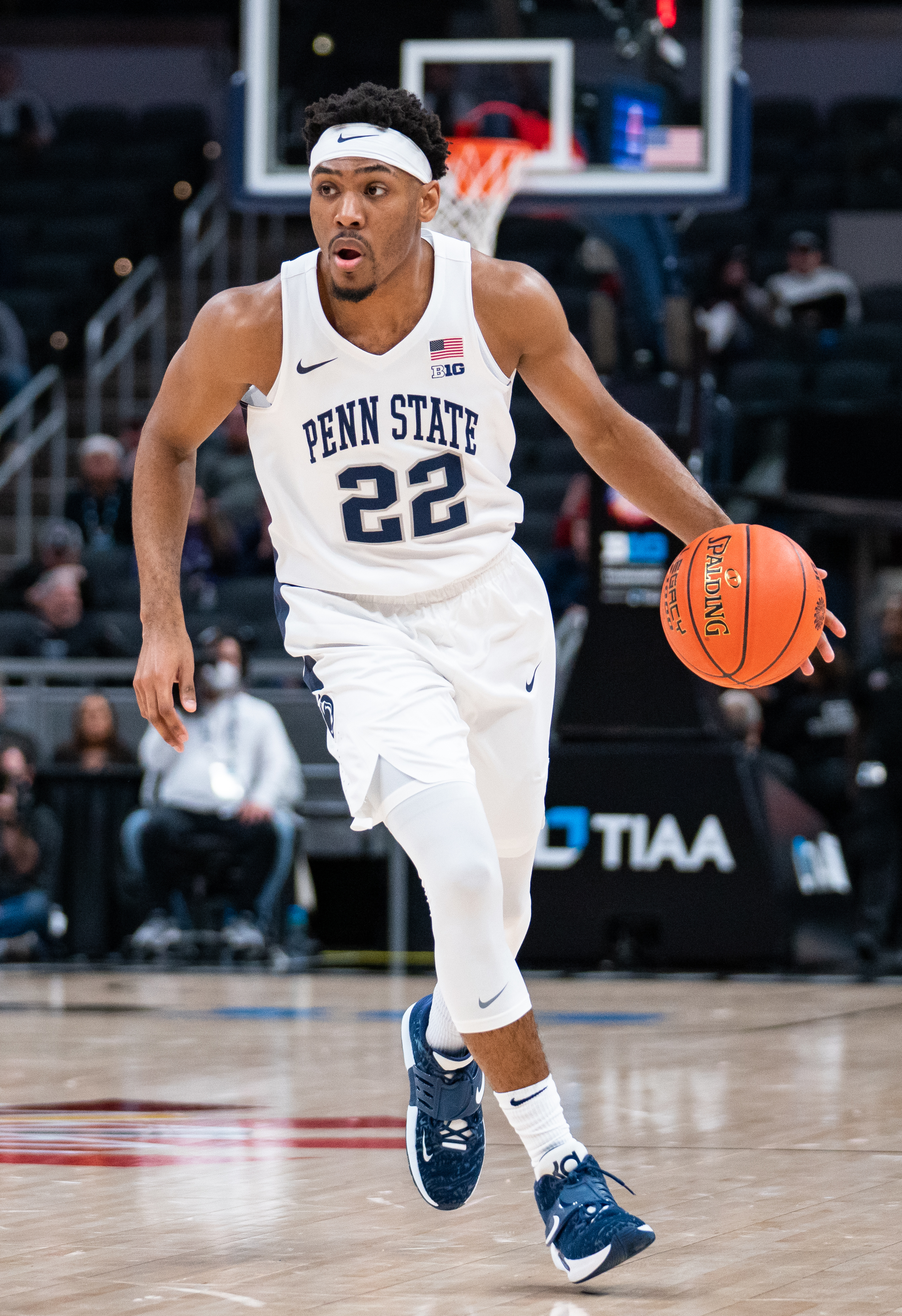
Jalen Pickett, 2022.

Jalen Pickett, född 22 oktober 1999 i Rochester i New York, är en amerikansk professionell basketspelare (SG) som spelar för Denver Nuggets i National Basketball Association (NBA).
Han draftades av Indiana Pacers i andra rundan i 2023 års draft som 32:a spelare totalt.
Innan Pickett blev proffs studerade han först vid Siena College och spelade för deras idrottsförening Siena Saints. Pickett blev senare överförd till Pennsylvania State University för spel i Penn State Nittany Lions.